# Историја Аустрије
Историја Аустрије покрива историју Аустрије и њених држава претходница, од старијег каменог доба до данас. Име Ostarrîchi (Аустрија) користи се од 996. године нове ере када је било маркгроф војводства Баварске и од 1156. године независно војводство (касније надвојводство) Светог римског царства немачке нације (Heiliges Römisches Reich 962–1806).
Пошто су Аустрију освајали Римљани, Хуни, Ломбарди, Остроготи, Бавари и Франци, Аустрија је била под влашћу Бабенберга од 10. до 13. века, кад су их наследили Хабзбурзи. Хабзбурзи су потом владали Аустријом све до 20. века.
Након укидања Светог римског царства, почетком 19. века основано је Аустријско царство, које је 1867. године наследила двојна монархија Аустроугарске. 
Аустроугарска се распала пошто је изгубила Први светски рат, па је настала Аустрија у данашњим границама. 
Аустрију је припојила Нацистичка Немачка 1938. године.
Савезници су након Другог светског рата држали Аустрију до 1955, кад је опет стекла потпуну независност под условом да остане неутрална.
Након пропасти комунизма у источној Европи, Аустрија се политички све више ангажовала, па је 1995. постала чланица Европске уније, али је остала војно неутрална.

## Праисторија
Подручје данашње Аустрије насељено је већ у старом каменом добу. Најпознатији налазак из тог доба је Вилендорфска Венера, пронађена у Вилендорфу у Доњој Аустрији. Процењује се да је стара око 25.000 година. Тај кип вероватно представља идол плодности.
Касније су преко Балкана стигле нове технологије — пољопривреда, сточарство и обрада метала. Порасла је популација и формирала се прва трајна насеља. Због обиља природних богатстава као што су со, бакар и гвожђе нека насеља су могла развити пространу трговачку мрежу.
Најслављенији праисторијски град у Аустрији је данашњи Халштат, који је достигао свој врхунац између 750. и 400. п. н. е. Према њему се и назива то раздобље средњоевропског гвозденог доба халштатском културом. Халштатска култура се раширила низ Алпе и Динариде од Швајцарске до јужног Јадрана, њеним носиоцима се сматрају Илири. Око 4. века п. н. е. превладавали су Келти.

## Римско доба
Келтским краљевством Норик, са средиштем у данашњој Корушкој, Римљани су управљали од 16. године п. н. е. док је западни део земље припадао провинцији Реција, а исток Панонији. Једино подручја северна од Дунава нису била под римском влашћу.
Док су Келти на подручјима под контролом Рима све више романизовали, на северу су се уселили Германи и мешали са локалним становништвом. Низ Дунав су се поредили римске тврђаве, а једна од тих, на месту старог келтског или илирског насеља, била је Виндобона односно данашњи Беч.

## Рани средњи век
Постепеним слабљењем Римског царства Аустрија је била све више изложена нападима германских и других народа. Овуда су прешли Маркомани и Лангобарди на свом путу ка Италији, док су се на западном крају земље, у данашњем Форарлбергу, етаблирали Алемани.
Око средине 6. века, појавили су се Бавари на западу и Словени и Авари на истоку и југоистоку данашње Аустрије. Карантанија је недуго после тога постала једна од првих држава словенских народа уопште, али се брзо везала са баварским кнежевством и већина становништва је преузела немачки језик и културу.
За време Карла Великог Карантанија као и Штајерска и Доња Аустрија постале су војне крајине против Авара и Словена управљене из Баварске. Навалом Мађара крајем 9. века опустошена су источна подручја, дакле данашња Доња Аустрија, и Франци су повукли границу до реке Енса близу Линца. У другој половини 10. века побеђени су Мађари и поновно устављена Аустрија као гранична покрајина баварске кнежевине. 996. године се први пут спомиње под називом Остарици, од чега долази немачки назив Österreich. То раздобље је одједном и почетак немачке колонизације источне Аустрије. Аустрија ће још вековима бити подељена на разне књажевине у склопу Источнофраначког односно Светог римског царства.

## Хабзбурзи
Године 1278, Хабзбурзи су освојили књежевину Аустрију односно већи део данашње Горње и Доње Аустрије. Својом породичном политиком Хабзбурзи су током 14. века добили Корушку са Штајерском и Крањском као и Тирол.
Године 1452, Фридрих V проглашен је за немачког цара. Хабзбурзи су задржали ту позицију све до коначног распада Немачког царства око 1800. године, али је стварна моћ цара била занемарива док су кнезови и краљеви самовољно владали својим земљама.
У 15. веку су Хабзбурзи добили Бургундију, Шпанију и Холандију. Након битке на Мохачком пољу 1526. наследили су и Мађарску, Чешку, Моравију и Хрватску. Османлије су брзо напредовали и већ 1529. дошло је до прве опсаде Беча. Следећих 150 година Аустрија и Османско царство су више-мање стално били у рату, иако је ретко дошло до већих битака.
Аустрију су у то доба мучили и унутрашњи проблеми, на пример велики одазив на протестантизам. Цар је насилним путем повратио становништво својих земаља на римокатолицизам. Дошло је до погубног Тридесетогодишњег рата (1618—1648). Цар је намерио повратити своју моћ, а племство је тражило више самосталности, а као повод су служили верски сукоби. Рат који је почео сукобом католичког цара и протестантских племића се брзо проширио целим Светим римским царством, а кад су се умешале Француска и Шведска на страни протестаната, дошло је до потпуног пораза царске војске. Широм царства страдало је готово половина становника од рата и ратних последица. Немачке земље су економски и политички бачене далеко уназад у упореди са Енглеском или Француском.
Године 1683, друга турска опсада Беча је одбијена заједничким напором више европских земаља. Под командом, међу осталих, Еугена Савојског освојена је Мађарска и Славонија, као и велики део Србије. Иако се победа Аустрије над Османлијама како у Аустрији тако и у Хрватској често сматра ослобођењем од варвара и потлачитеља, истина је као увек нешто сложенија. Са једне стране су и аустријске трупе срушили градове и земљу где су стигле, на пример су срушиле турски Осијек до темеља укључујући слављени мост преко Драве, и на једном неуспешном нападу спаљивали Сарајево. А са друге стране су Турци у то време по много чему били напреднији од средњоевропских народа и имали су приступ новим производима из Америке, као што су кукуруз или паприка.
Велики део протестантског становништва је истеран из Аустрије. Протестанти су били добродошли у Пруској где су помогли створити модерну земљу, а многи су се и населили у новоосвојеним земљама, на пример у Банату, Бачкој, Барањи, Славонији, јужној Мађарској итд. И данас има само неколико села са већинским протестантским становништвом, углавном дубоку у планинама или при граници. Посебно сурово су били протјерани протестанти у данашњој савезној држави Салцбург, која је тада била под директном управом бискупа. Наводно је одатле побегло преко 40% становника.

## 20. век
Непремостиве супротности између социјалдемократског „Републиканског заштитног савеза“ са једне, те хришћанско-социјалног „Домобранства“ и савезне владе са друге стране довеле су у међуратној Аустрији до тешке политичке и привредне кризе, која је 1934. кулминирала избијањем грађанског рата. У краткотрајним борбама које су се разбуктале у Бечу и другим индустријским средиштима земље живот је изгубило више од 300 људи, док их је више од 700 рањено. Неуспела побуна радника против аустрофашистичког режима резултовала је укидањем парламентаризма и демократије, и проглашењем ауторитарне сталешке државе. Никад до краја заживела, нестабилна државна творевина, која је првобитно уживала отворену потпору фашистичке Италије, престала је да постоји пошто је Аустрија 1938. припојена нацистичкој Немачкој.